# Biblioteka Celsusa

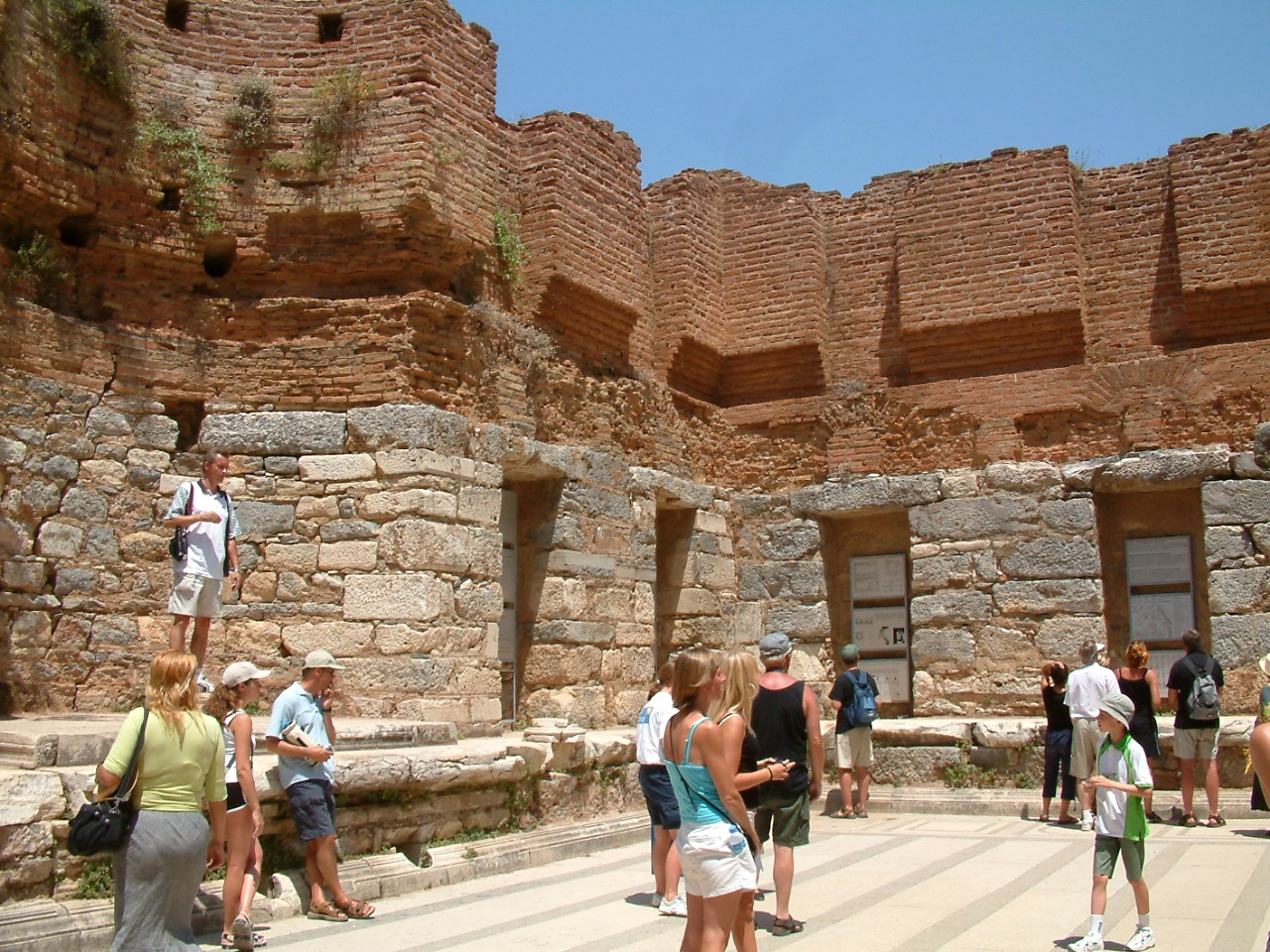
Wnętrze biblioteki

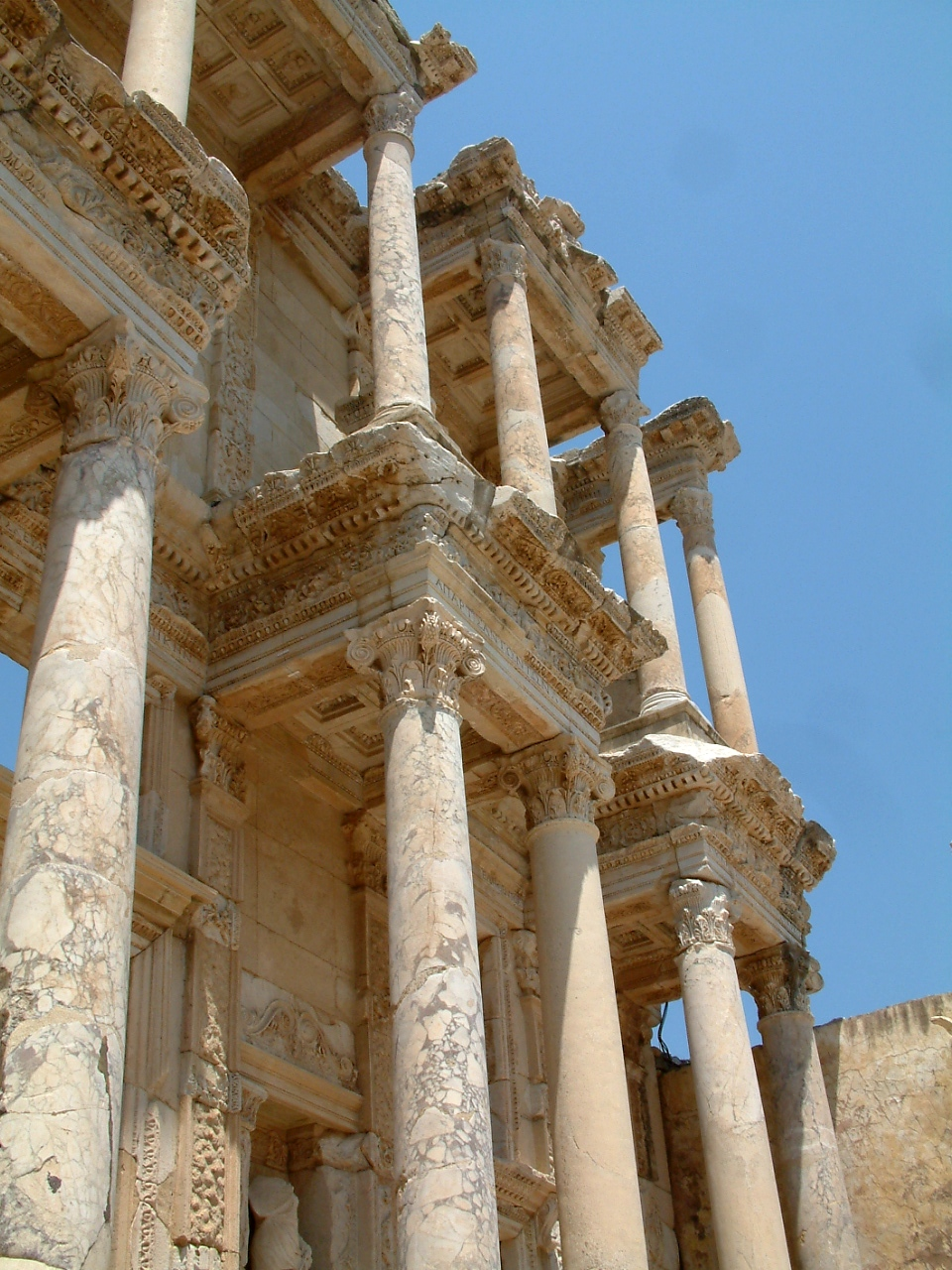
Fasada biblioteki

Biblioteka Celsusa (tr. Celsus Kütüphanesi) – jeden z ważniejszych zabytków Efezu, który został zrekonstruowany i udostępniony zwiedzającym. Zlokalizowana jest przy skrzyżowaniu ulicy Marmurowej i Drogi Kuretów.
Budynek biblioteki powstał dla uczczenia pamięci Tyberiusza Juliusza Celsusa Polemenusa i jako miejsce jego pochówku. Gmach zbudował syn Celsusa, konsul Gajusz Juliusz Akwila, w latach 114-117. Odkryta podczas badań archeologicznych krypta z sarkofagiem mieści się pod posadzką w zachodniej części budynku. Nad nią umieszczono pomieszczenie, które pełniło funkcję biblioteki i czytelni. Salę o wymiarach 16,0 × 10,0 m otaczały podwójne mury, które rozdzielała pusta przestrzeń o szerokości ok. 1,0 m. Takie rozwiązanie miało pomóc zachować stałą wilgotność i temperaturę wnętrza. Zbiory biblioteczne, liczące około 12 tysięcy zwojów, umieszczono w szafach rozlokowanych w niszach ściennych. W centralnej części pomieszczenia najprawdopodobniej znajdował się posąg Ateny.
Budowę biblioteki rozpoczęto w zabudowanym wcześniej terenie, pomiędzy istniejącymi już budynkami. Dla nadania budowli pozorów znacznie większej monumentalności niż pozwalał na to wolny teren budowniczy zaprojektował budynek na podwyższeniu, na które prowadziło 9 stopni zajmujących całą szerokość fasady, którą dodatkowo wysunął do przodu w środkowej osi. To uwypuklenie jest przyczyną złudzenia optycznego, w wyniku którego elementy środkowe sprawiają wrażenie, że są wyższe i szersze. Dwupoziomowa fasada ma szerokość 21,0 m i wysokość 16,0 m. Ścianę budynku poprzedzają kolumny o kompozytowych kapitelach. W niszach ściennych, na dwóch poziomach, umieszczono posągi. Podczas prowadzonych prac wykopaliskowych odnaleziono cztery z nich. Oryginały są eksponowane w Muzeum Historii Sztuki w Wiedniu, a w fasadzie umieszczono ich kopie. Są to alegorie cnót (od lewej): Sofia (mądrość), Areté (Dzielność), Ennoia (Myśl) i Episteme (Wiedza).
W 260 roku salę czytelni zniszczył pożar, ocalała fasada. Na przełomie IV i V wieku, na placu przed biblioteką zbudowano fontannę z basenem na wodę.
W latach 1970–1978 przeprowadzono rekonstrukcję budynku i udostępniono go zwiedzającym.

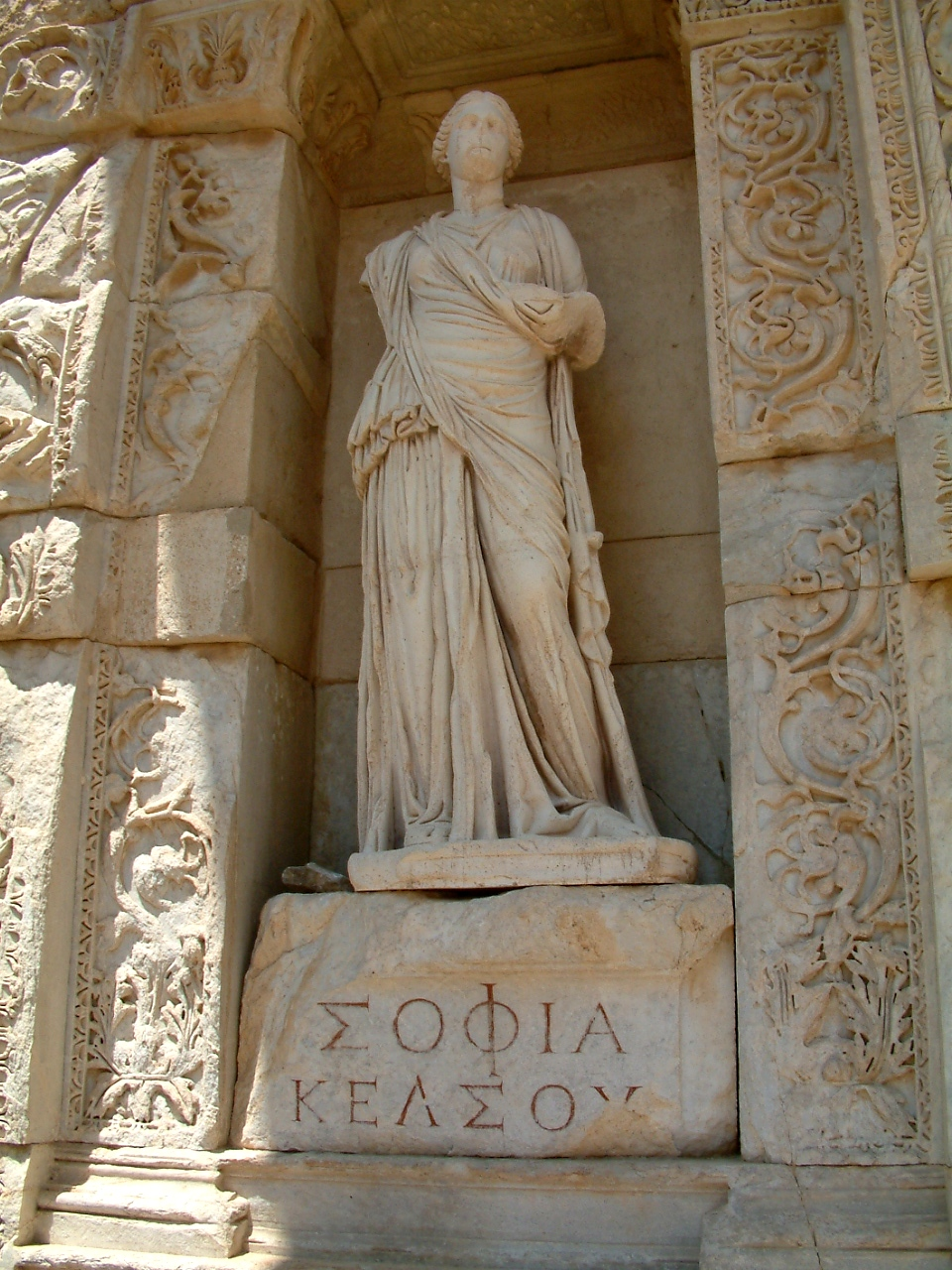
Sofia
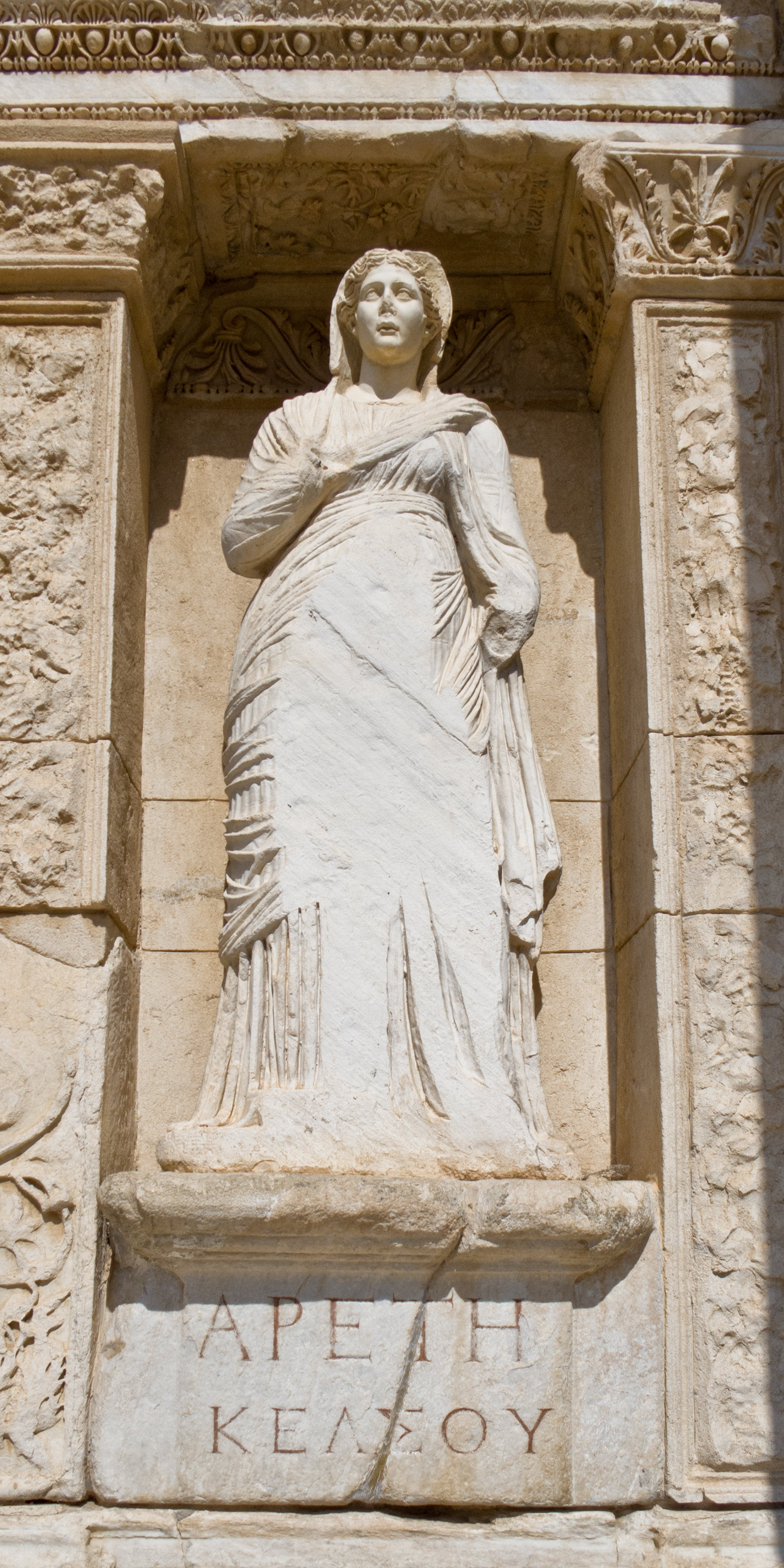
Areté
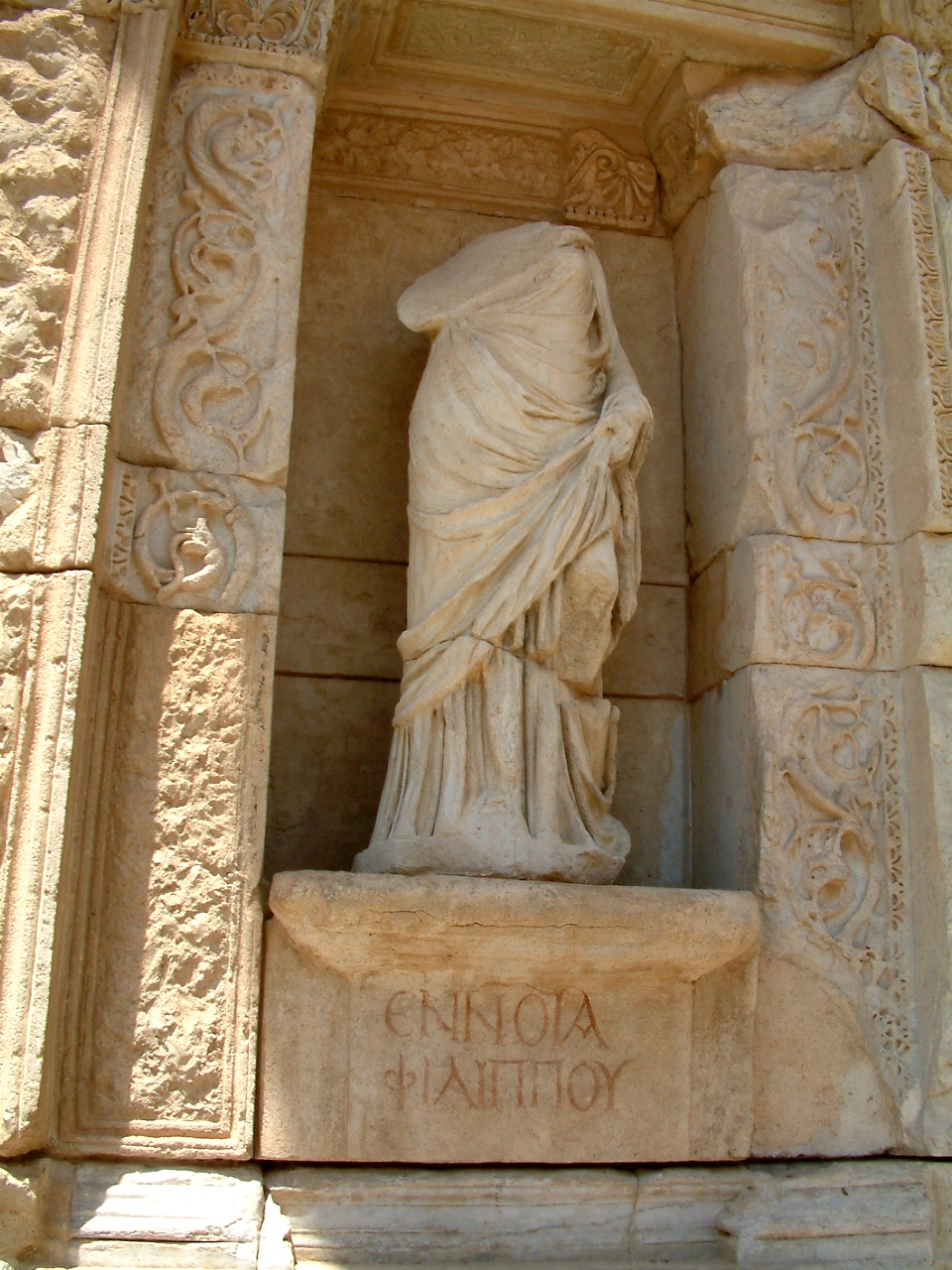
Ennoia
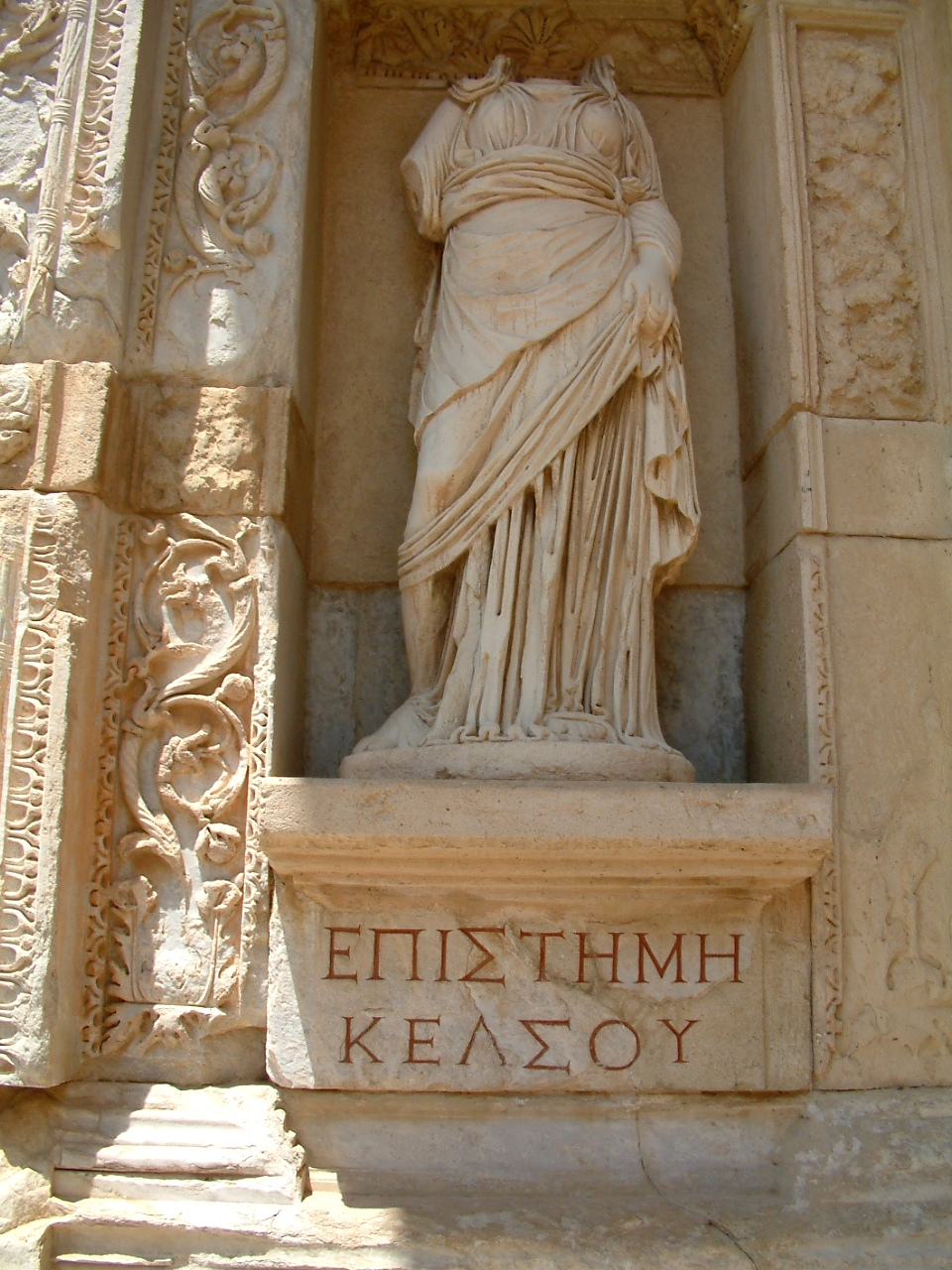
Episteme